# Thor Hernes
Thor Kristian Hernes (Trondheim, 15 agosto 1926 – Bærum, 18 aprile 2009) è stato un calciatore e allenatore di calcio norvegese, di ruolo centrocampista.

## Carriera

### Giocatore

#### Club
Hernes vestì la maglia del Lyn Oslo dal 1953 al 1957.

#### Nazionale
Conta 27 presenze per la Norvegia. Esordì il 24 giugno 1953, nella sconfitta per 2-3 contro Saar. Il 24 giugno 1956, in occasione della sfida vinta per 2-3 contro la Danimarca, giocò la sua 25ª partita in Nazionale. Ricevette così il Gullklokka.

### Allenatore
Nel 1965, fu allenatore del Lyn Oslo.

## Palmarès

### Giocatore

#### Individuale
- Gullklokka

1956